# St. Louis Eagles

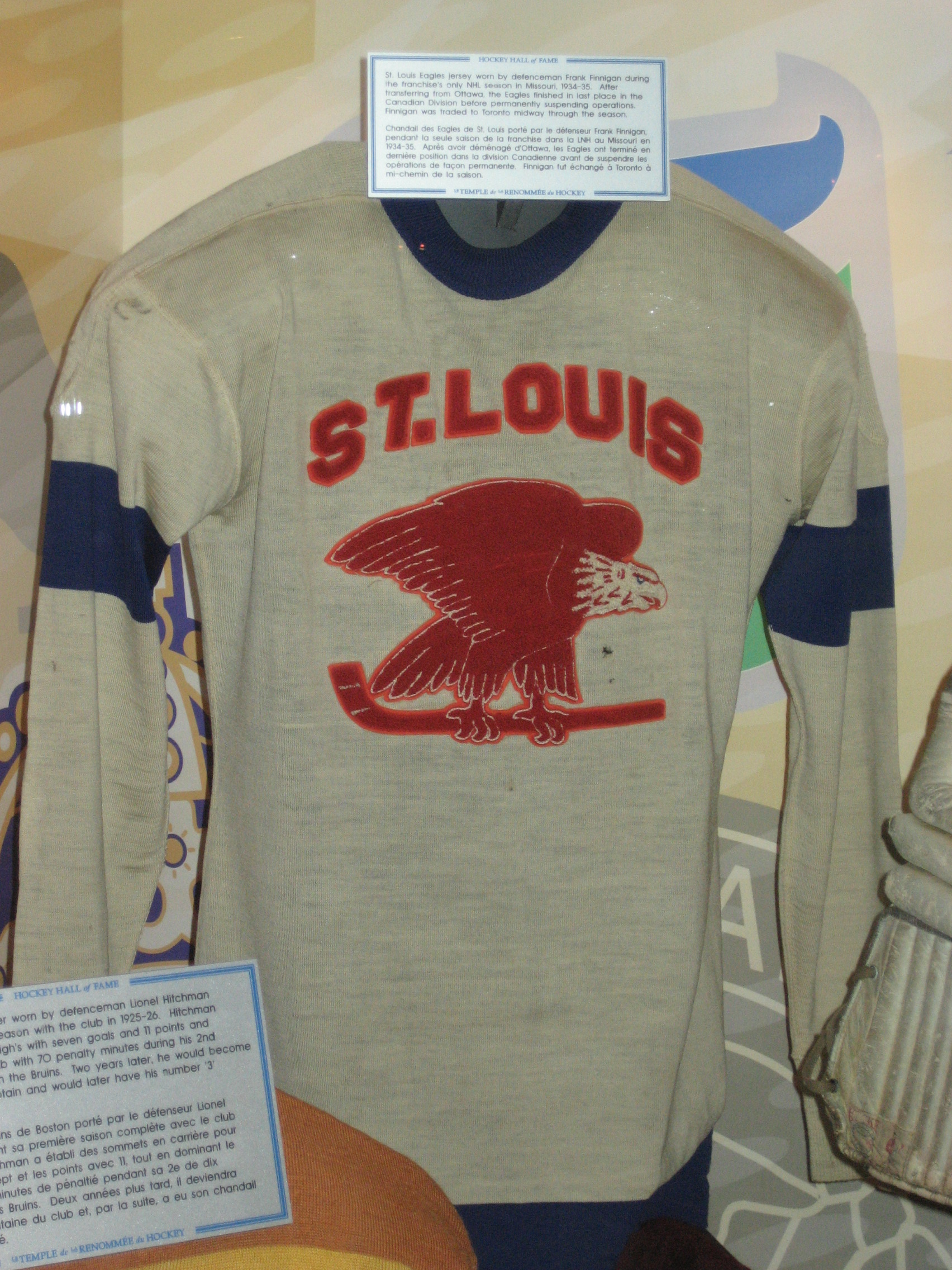
St. Louis Eagles-tröja i Hockey Hall of Fame.

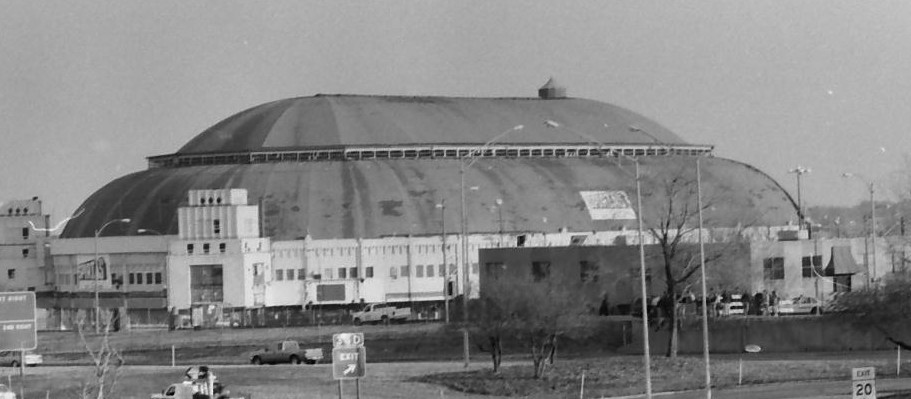
St. Louis Arena.

St. Louis Eagles var ett lag i den nordamerikanska ishockeyligan NHL. Klubben bildades sedan Ottawa Senators sålts och flyttats till St. Louis, Missouri, 1934. Laget spelade dock endast en säsong i ligan, 1934–35. Trots stor publik tog resandet hårt på St. Louis Eagles både spelmässigt och ekonomiskt vilket ledde till att laget lades ner.
Tre spelare som representerade Eagles säsongen 1934–35 skulle senare väljas in i Hockey Hall of Fame. Dessa spelare var Syd Howe, Bill Cowley och Carl Voss. Voss valdes dock inte in i spelarkategorin utan som entreprenör för sporten. Howe och Cowley skulle från St. Louis Eagles gå vidare till varsina framgångsrika spelarkarriärer i Detroit Red Wings respektive Boston Bruins.